# Pinda
De pinda (Arachis hypogaea), ook wel aardnoot, grondnoot, olienoot of apennoot genoemd, is, ondanks al deze namen, botanisch gezien geen noot, maar een peulvrucht met daarin één, twee of drie zaden. De pindaplant behoort zoals alle peulvruchtdragenden tot de vlinderbloemenfamilie (Leguminosae oftewel Fabaceae).
De bloem bevindt zich op scala, en daaruit ontwikkelt zich na bevruchting een peul met meestal twee zaden. Daarna ondergaat de vrucht een bijzondere ontwikkeling: de stengel waaraan de peul groeit wordt langer en boort zich in de grond. Dit deel van de stengel wordt een carpofoor of vruchtdrager genoemd. Onder de grond rijpt de vrucht en gaat vervolgens, onder natuurlijke omstandigheden, over tot ontkieming.
De pindaplant is een eenjarige plant die afkomstig is uit Zuid-Amerika en door de Spanjaarden in de 16e eeuw in tropische en subtropische gebieden over de gehele wereld werd verspreid.

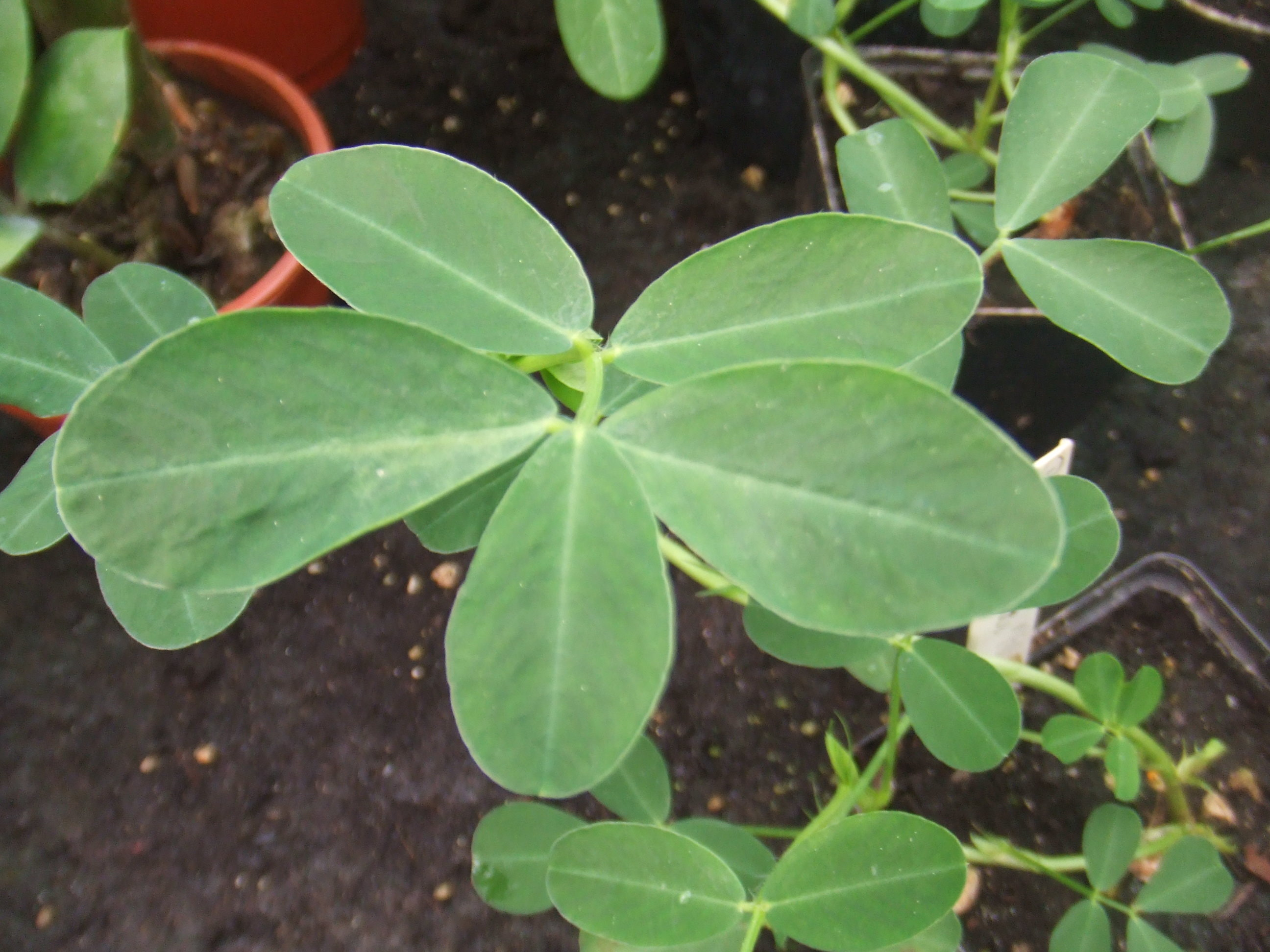
Jonge pindaplant in de Botanische Tuin TU Delft

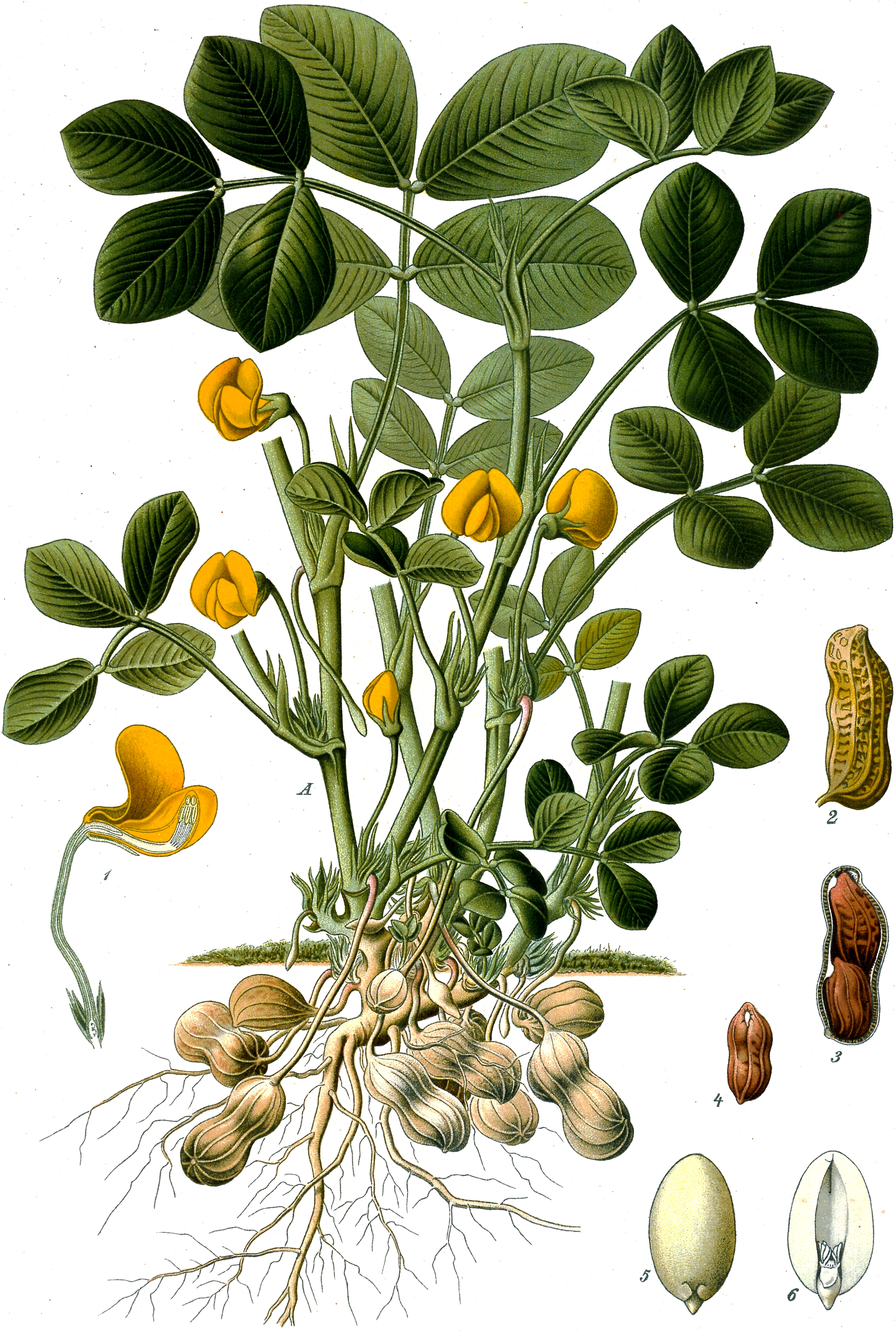
Arachis hypogaea; uit Koehler (1887)

## Productie
In september en oktober worden de pindaplanten geoogst, waarna ze met de pinda's omhoog gelegd worden om te drogen. Uitgegraven pinda's bevatten 25 tot 50% vocht en moeten indrogen tot 10% of minder voordat ze opgeslagen kunnen worden.
Nederland importeert pinda's vooral uit China, Israël, de Verenigde Staten, Egypte, Argentinië (70%) en Zuid-Afrika.
Israël en Egypte produceren voornamelijk voor export van de rauwe noten in dop. China exporteert ook rauwe noten in dop, hoewel het grootste deel van de oogst in gepelde vorm wordt geëxporteerd of gebruikt voor de productie van arachideolie.
| Topproducenten van pinda 2018 | Topproducenten van pinda 2018 |
| Land                          | Productie (ton)               |
| ----------------------------- | ----------------------------- |
| China                         | 17.332.600                    |
| India                         | 6.695.000                     |
| Nigeria                       | 2.886.987                     |
| Soedan                        | 2.884.000                     |
| Verenigde Staten              | 2.477.340                     |
| Myanmar                       | 1.599.149                     |
| Tanzania                      | 940.204                       |
| Argentinië                    | 921.231                       |
| Tsjaad                        | 893.940                       |
| Senegal                       | 846.021                       |
| Guinee                        | 770.105                       |
| Niger                         | 594.162                       |
| Kameroen                      | 594.019                       |
| Brazilië                      | 563.347                       |
| Ghana                         | 521.032                       |

## Consumptie
Rijpe, ongebrande pinda's kunnen (gepeld) rauw gegeten worden. Ook worden ongepelde pinda's vaak gebrand en daarna gepeld, al of niet gezouten. Vooral in de winter worden ze wel ongepeld gebruikt (en dikwijls aangeregen) als voedsel voor wilde vogels.
Met name in de zuidelijke staten van de Verenigde Staten worden niet geheel rijpe ("groene") pinda's ook in de schil gekookt. Ze worden daarbij zacht zoals bonen en worden gegeten met wat zout of ook wel scherper gekruid (cajun).
De pinda's voor consumptie worden gepeld en kort geblancheerd zodat het vliesje loslaat. Hierna worden ze gebrand of vermalen tot pindakaas. Ook pindasaus en pindasoep worden van pinda's gemaakt. Pinda's worden zowel in zoete als in hartige gerechten gebruikt, of los gegeten, vaak gesuikerd of bestrooid met zout. Ook worden ze veel verwerkt in koekjes, borrelnootjes en andere snacks.
De belangrijkste reservestof in een pinda is vet. Pinda's hebben een hoger vetgehalte dan de zaden van andere peulvruchten. Pinda's bevatten naast 46% vet (waarvan 7% verzadigd) 25% eiwit en circa 14% koolhydraten.

## Pinda-allergie
Een pinda-allergie is geen notenallergie, maar een peulvruchtallergie. Hij kan zeer ernstig zijn en de dood tot gevolg hebben; sommigen reageren zelfs al zeer heftig op de geur van pinda's.
De beruchtste allergenen die de pinda bevat, zijn drie suikereiwitmoleculen die 'Ara h 1', 'Ara h 2' en 'Ara h 3' worden genoemd. Vooral het eiwitgedeelte van deze moleculen veroorzaakt de allergische reactie. Een aantal van de suikergroepen maakt dat veel patiënten met een pinda-allergie ook een positieve uitslag vertonen bij allergietesten voor andere peulvruchten. Dit wordt kruisreactiviteit genoemd. Dit fenomeen is geregeld de oorzaak van (onnodig) zware vermijddiëten. Slechts zelden heeft een patiënt met pinda-allergie namelijk ook echt een bijkomende allergie voor andere peulvruchten zoals sojabonen, bonen of erwten.
Kruisreactiviteit maakt tevens dat veel patiënten met graspollenallergie (hooikoorts) een positieve allergietest vertonen voor pinda's, zonder dat het eten van pinda's bij hen daadwerkelijk klachten veroorzaakt. Een positieve pinda-allergietest betekent dus niet altijd dat er daadwerkelijk sprake is van een pinda-allergie.
Bij een allergie voor pinda's (en/of soja) is het belangrijk dat er ook gekeken wordt naar een allergie voor lupine (Lupinus). Lupine is net als de pinda een lid van de vlinderbloemenfamilie (Leguminosae). Vaak hebben mensen met een lupineallergie ook antistoffen tegen pinda's in hun bloed. Een lupinereactie kan ook op zichzelf voorkomen, zonder pinda-allergie, maar uitsluiting daarvan is zeer belangrijk, omdat de voedselindustrie sinds de jaren negentig steeds vaker lupinemeel verwerkt in voedingsmiddelen als pasta's, koekjes, pannenkoekenmeel en snacks. Lupinemeel wordt gezien als een goede vervanger van genetisch gemodificeerde soja. Onnodig lupine vermijden zou dan een zeer grote beperking op het voedselaanbod betekenen. Sinds december 2008 hebben fabrikanten de plicht de aanwezigheid van lupine in hun product te melden.

## Galerij

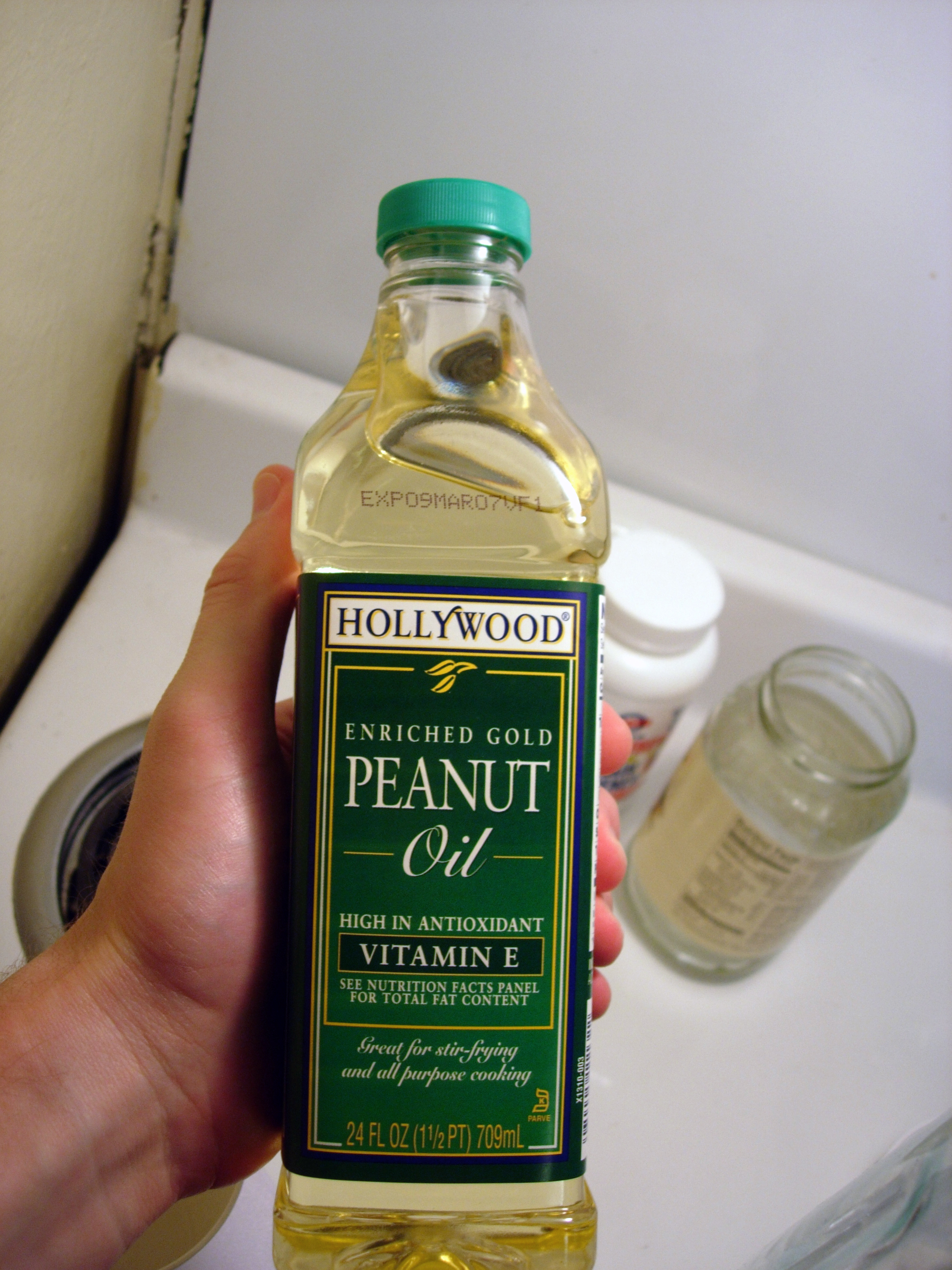
Pindaolie
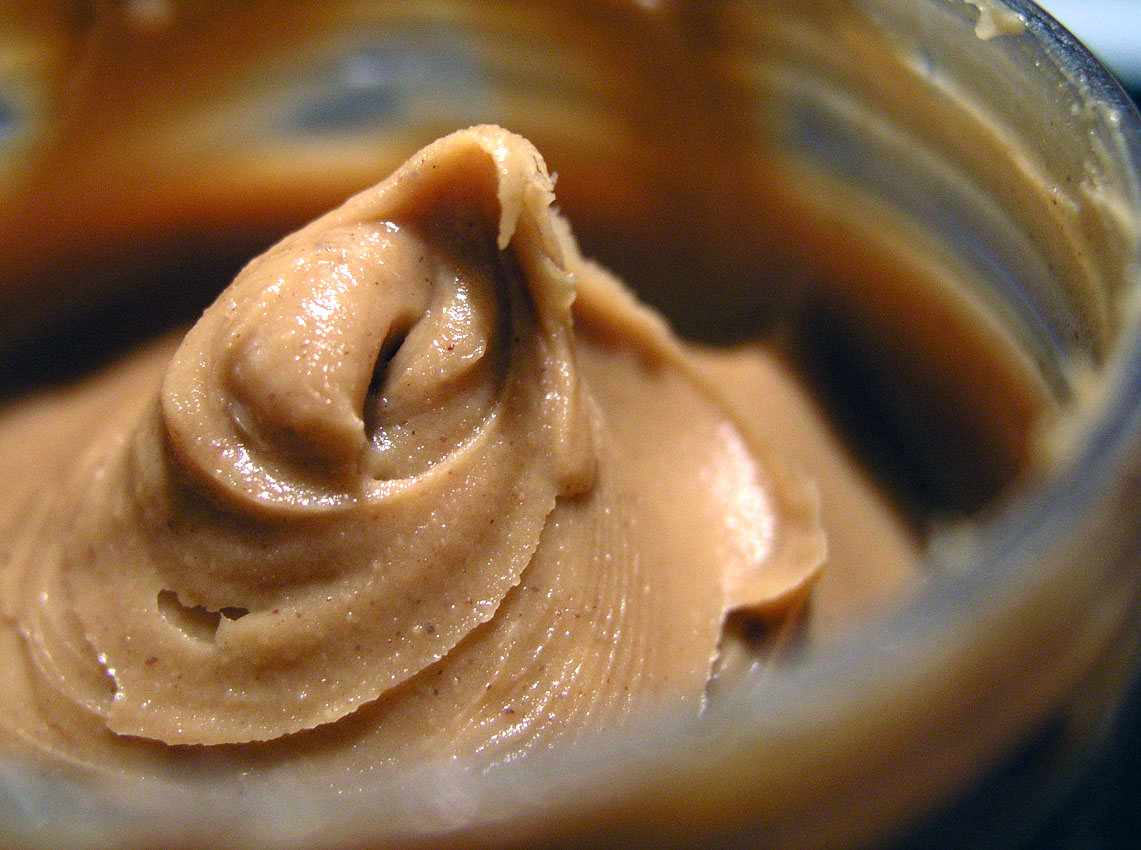
Pindakaas
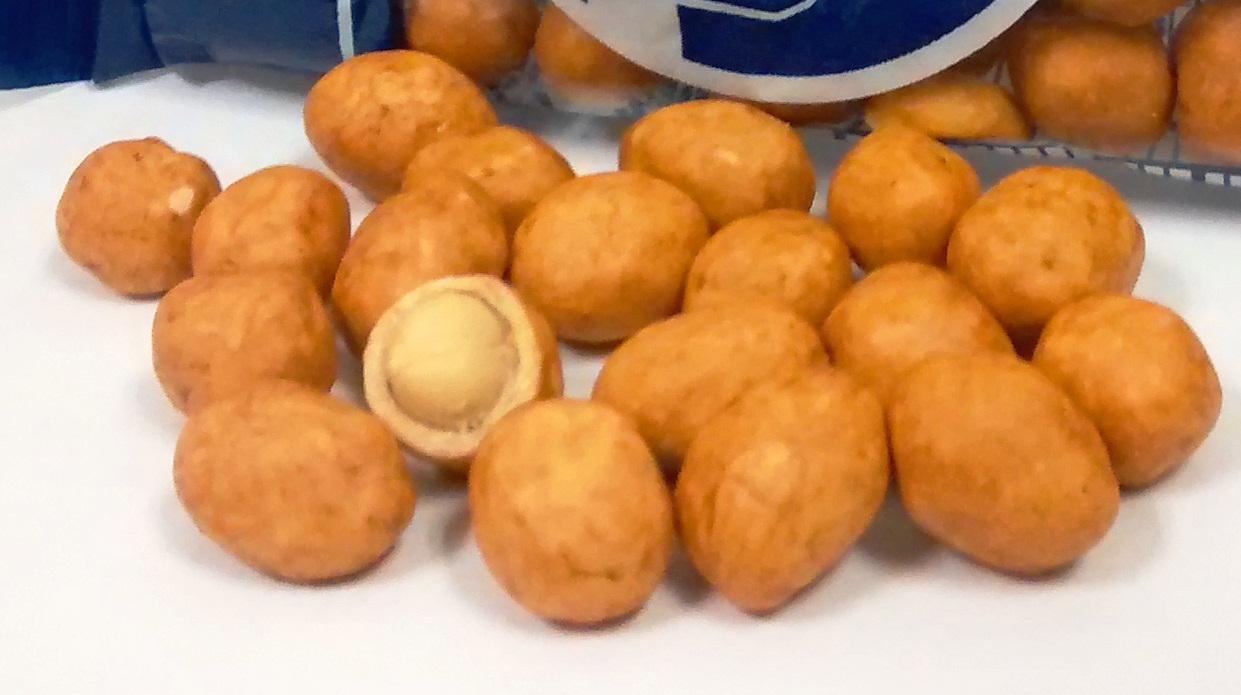
Japanse pinda's
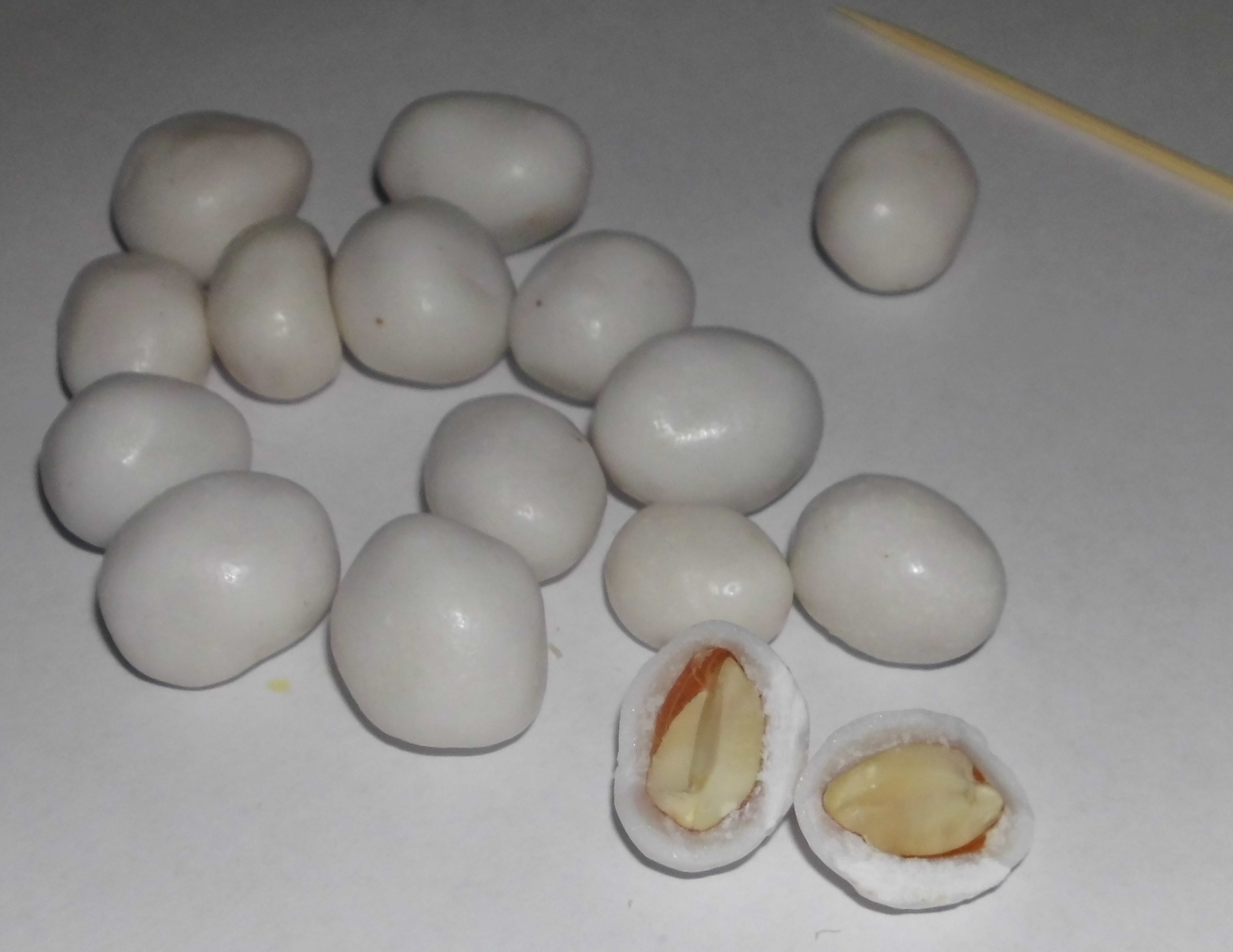
Pinda's met suikerlaagje
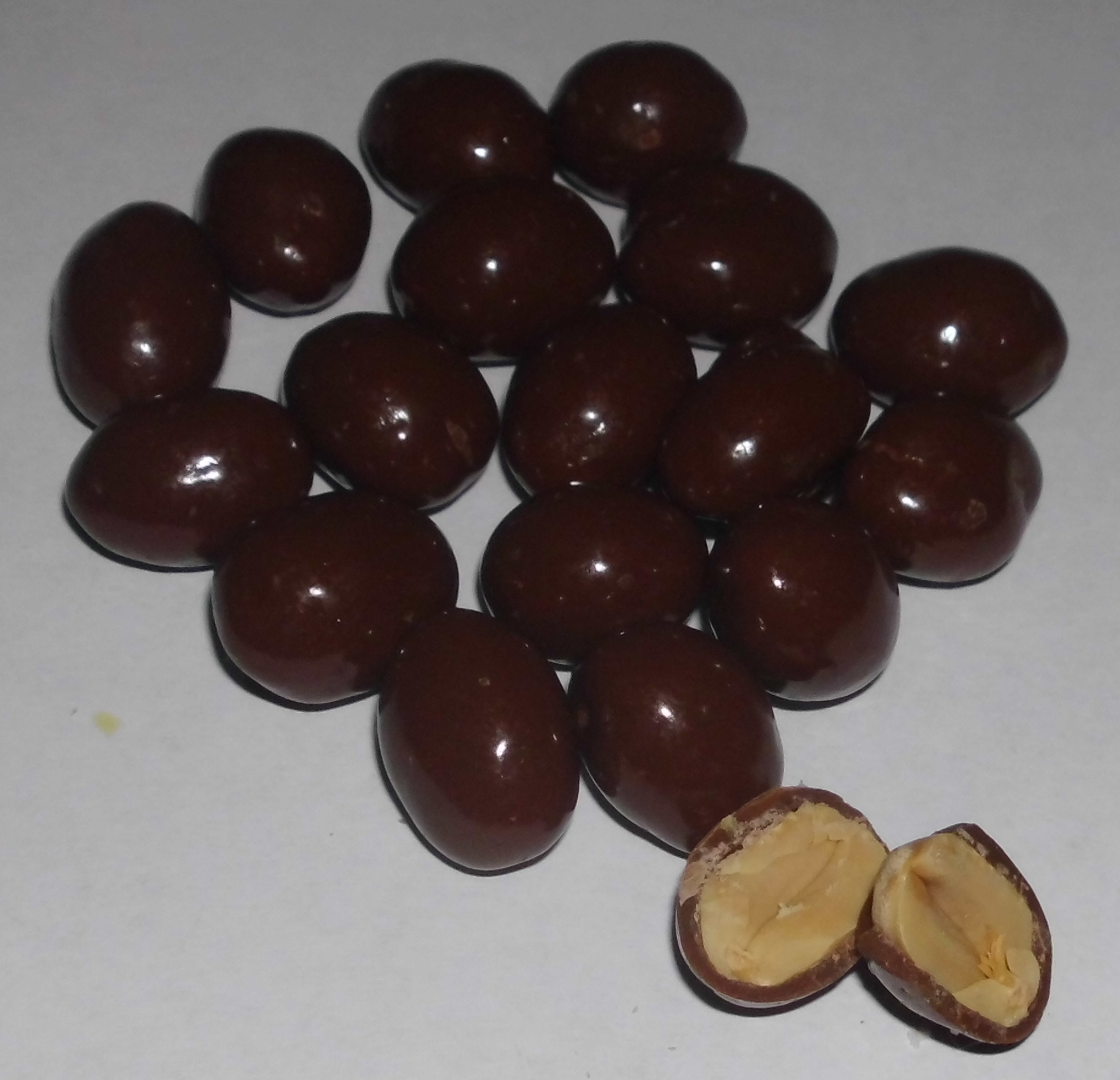
Chocoladepinda's